# Lijst van albums van Jerom
Dit is een lijst van albums die verschenen rond de avonturen van Jerom, getekend door striptekenaar Willy Vandersteen.

## Eerste reeks (Standaard Uitgeverij)
Deze albums werden uitgebracht op een vierkant formaat met een kaft die anders was dan van andere Vandersteen-reeksen. Vanaf het elfde deel van de reeks werd de vormgeving veranderd. Het omslag kreeg een vormgeving die grotendeels hetzelfde was aan die van de Suske en Wiske-albums. Kenmerkend was de groene kleur van de omslag.

## De wonderbare reizen van Jerom(Standaard Uitgeverij)
In 1982 werden de avonturen van Jerom vernieuwd en getekend door Eduard de Rop. De Gouden Stuntman verdween van het toneel en de avonturen kregen een meer sprookjesachtige inslag. De nieuwe reeks kreeg de naam De wonderbare reizen van Jerom.

## Adhemar-reeks
In het najaar van 2008 begon de Gentse stripwinkel Adhemar in samenwerking met uitgeverij De Standaard met de publicatie in albumvorm van verhalen die gepubliceerd waren in Het Belang van Limburg en Pats.
De bedoeling is dat er in totaal 40 verhalen worden uitgegeven. De vormgeving is gelijk aan de groene reeks, maar de verhalen zijn in zwart-wit. De rug is gelijmd in plaats van geniet. De covers voor de eerste verhalen werden getekend door Luc Morjaeu.

## 10-jarig bestaan van stripwinkel Adhemar te Gent in zwart/wit (Adhemar)
In mei 2009 begon de Gentse stripwinkel Adhemar in samenwerking met uitgeverij De Standaard met de publicatie in albumvorm van 2 verhalen naar aanleiding van het 10-jarig bestaan van stripwinkel Adhemar te Gent.